# Earl of Cavan

Wappen der Earls of Cavan

Earl of Cavan ist ein erblicher britischer Adelstitel in der Peerage of Ireland.

## Verleihung
Der Titel wurde am 15. April 1647 für Charles Lambart, 2. Baron Lambart, geschaffen. Dieser hatte sich insbesondere während Irischen Rebellion 1641 als Heerführer im Kampf gegen die katholischen Rebellen verdient gemacht.

## Nachgeordnete Titel
Zusammen mit der Earlswürde wurde 1647 der nachgeordnete Titel Viscount Kilcoursie, of Kilcoursie in the King’s County, geschaffen. Der Titel gehört ebenfalls zur Peerage of Ireland und wird vom Heir Apparent des jeweiligen Earls als Höflichkeitstitel geführt.
Dem Vater des ersten Earls, Oliver Lambart, war bereits 1618 der Titel Baron Lambart, of Cavan in the County of Cavan, in der Peerage of Ireland verliehen worden. Der Titel wird als nachgeordneter Titel des Earls geführt.

## Liste der Barone Lambart und Earls of Cavan

### Barone Lambart (1618)
- Oliver Lambart, 1. Baron Lambart († 1618)
- Charles Lambart, 2. Baron Lambart (1600–1660) (1647 zum Earl of Cavan erhoben)

### Earls of Cavan (1647)
- Charles Lambart, 1. Earl of Cavan (1600–1660)
- Richard Lambart, 2. Earl of Cavan († 1690)
- Charles Lambart, 3. Earl of Cavan (1649–1702)
- Richard Lambart, 4. Earl of Cavan († 1742)
- Ford Lambart, 5. Earl of Cavan (1718–1772)
- Richard Lambart, 6. Earl of Cavan († 1778)
- Richard Lambart, 7. Earl of Cavan (1763–1837)
- Frederick Lambart, 8. Earl of Cavan (1815–1887)
- Frederick Lambart, 9. Earl of Cavan (1839–1900)
- Rudolph Lambart, 10. Earl of Cavan (1865–1946)
- Horace Lambart, 11. Earl of Cavan (1878–1950)
- Michael Lambart, 12. Earl of Cavan (1911–1988)
- Roger Lambart, 13. Earl of Cavan (* 1944)

Aktuell existiert kein Erbe für den Titel.